# Kaiserlich und königlich

Das sogenannte mittlere Wappen Österreich-Ungarns 1867–1915 mit dem Wappen des Hauses Habsburg (Habsburgischer Löwe, Österreichischer Bindenschild, Lothringische Adler) als zentralem Element.

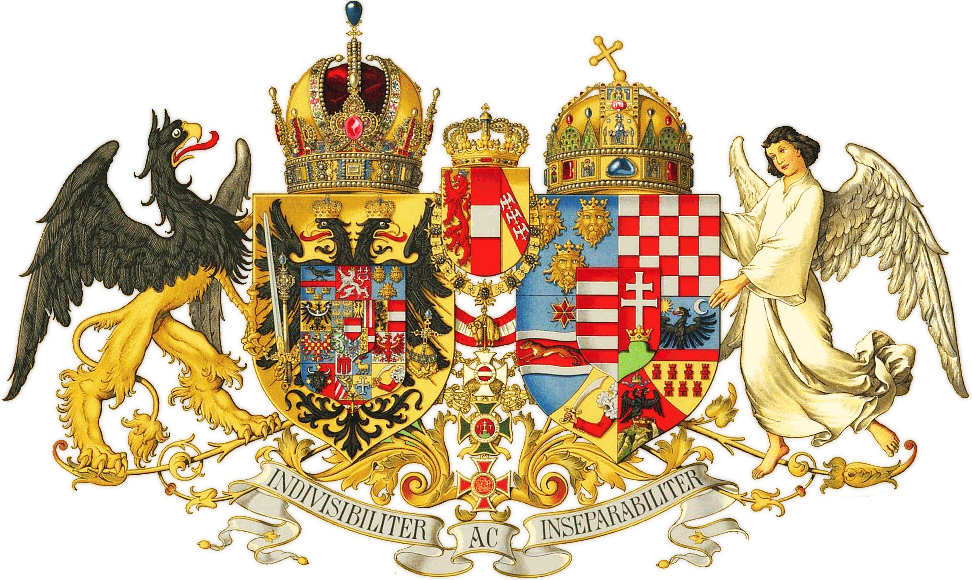
Das mittlere Wappen 1915–1918. In ihm wird das Wesen der Doppelmonarchie mit ihren zwei durch Personal- und Realunion zusammengehaltenen Reichshälften deutlich.

Die Bezeichnung kaiserlich und königlich, abgekürzt k. u. k. (auch k. und k., selten k. & k.), wurde in der 1867 aus dem Kaisertum Österreich entstandenen Österreichisch-Ungarischen Monarchie (vom Ausgleich mit dem Königreich Ungarn an) für die gemeinsamen Einrichtungen beider Reichshälften, also der Gesamtmonarchie, eingeführt. Sie ist von der Bezeichnung kaiserlich-königlich (abgekürzt k. k.) zu unterscheiden.
Das erste k (kaiserlich) stand als Kürzel für den Titel Kaiser von Österreich, das zweite k (königlich) für den Titel Apostolischer König von Ungarn des Monarchen aus dem Hause Habsburg-Lothringen. Das u zwischen den zwei k wird trotz der verkürzten Form voll ausgesprochen; die korrekte Aussprache lautet somit [ˈkaː ʊnt ˈkaː].

## Kennzeichen der Doppelmonarchie
Die bisherigen „Prärogativen der Krone“ wurden ab 1867 dann „Pragmatische Angelegenheiten“ genannt, da sie aufgrund der weiterhin gültigen Pragmatischen Sanktion gemeinsam besorgt werden mussten.
- Der Monarch selbst wurde als Seine k. und k. apostolische Majestät bezeichnet.
- Die Erzherzöge und Erzherzoginnen waren mit dem Prädikat k. u. k. Hoheit ausgestattet.
- Das Ministerium des kaiserlichen und königlichen Hauses und des Äußeren, der Minister und die Vertretungen (Gesandtschaften, Konsulate) im Ausland wurden als k. u. k. bezeichnet. Friedrich Ferdinand von Beust, der erste Amtsinhaber 1867–1871, trug den Titel „Reichskanzler“, der auf ungarischen Wunsch ab 1871 nicht mehr vergeben wurde. Siehe Außenminister und Vorsitzende des gemeinsamen Ministerrates.
- Das ursprüngliche Reichsfinanzministerium, seit 1903 Gemeinsames Finanzministerium, und sein Minister waren k. u. k. (das Ministerium war ausschließlich für die Finanzierung der gemeinsamen Angelegenheiten zuständig; in beiden Reichshälften bestanden eigene Finanzministerien für deren Angelegenheiten). Siehe Liste der Finanzminister Österreich-Ungarns (1867–1918).
- Die gemeinsame Kriegsmarine wurde offiziell als k. u. k. bezeichnet.
- Die Gemeinsame Armee, in Friedenszeiten nur „(gemeinsames) Heer“ genannt, wurde auf ungarischen Wunsch ab 1889 als k. u. k. geführt. Bis dahin war regelwidrig die Bezeichnung k. k. verwendet worden. (Die Bezeichnung k. u. k. Armee wurde nur im Krieg eingesetzt.)
- Letztlich führte Franz Joseph am 20. September 1911 bei einem Ministerwechsel den Begriff „Kriegsminister“ statt des bisher verwendeten Titels „Reichskriegsminister“ ein.[1] Das Ministerium wurde nun als k. u. k. Kriegsministerium bezeichnet. Siehe k.u.k. Kriegsminister.
- Der gesamte Hofstaat Seiner Kaiserlichen und Königlich Apostolischen Majestät gehörte zu den gemeinsamen Einrichtungen, vom k.u.k. Obersthofmeister über drei der vier Leibgarden des Monarchen (die königlich-ungarische (k.u.) Leibgarde fiel nicht darunter), die k.u.k. Burghauptmannschaften in Wien und Budapest und die anderen vom Monarchen benützten Schlösser.[2]

## Kennzeichen getrennter Institutionen

Seite 1

Seite 2

Die Abkürzung k. u. k. wird heute oft mit der Abkürzung k. k. verwechselt, ist aber staatsrechtlich klar von dieser zu unterscheiden; k. k. (kaiserlich-königlich), zuvor für Einrichtungen des Gesamtstaates verwendet, bezeichnete ab 1867/68 nur die Behörden und staatlichen Einrichtungen der westlichen Reichshälfte der Monarchie, des kaiserlichen Österreichs (Cisleithanien). Bei dieser Abkürzung steht das zweite k. (königlich) für die Königstitel der Habsburger, vor allem als König von Böhmen. Der Monarch trug in Altösterreich außerdem den Titel König von Dalmatien und von Galizien und Lodomerien sowie den Ehrentitel König von Jerusalem.
Die Institutionen der ungarischen Reichshälfte (Altungarn oder Transleithanien) wurden mit den Abkürzungen m. k. (magyar királyi) und k. u. oder kgl. ung. (königlich ungarisch) bezeichnet. Der Monarch trug in Altungarn zudem den Titel König von Kroatien und Slawonien.

## Vorgeschichte
1804–1867 bestand nur die Abkürzung k. k. (für den Begriff kaiserlich-königlich). Das erste k. bezog sich bis 1806 auf die beim Hause Österreich liegende Würde des erwählten römischen Kaisers, das zweite auf das Königtum der Habsburger in den Ländern der Stephans- und der Wenzelskrone und in den sonstigen Königreichen. Seit dem Ende des Heiligen Römischen Reiches Deutscher Nation bezog sich das erste k. auf den durch Franz II./I. im Jahre 1804 angenommenen Titel eines Erbkaisers im Kaisertum Österreich.

## Nachleben
Die k. u. k. Monarchie wird gelegentlich scherzhaft als „Kakanien“ bezeichnet, das Leben in ihr als „kakanisch“. Damit verbindet man unter anderem die Baukunst in den Städten, die bunten militärischen Uniformen, die Vielsprachigkeit des Staates, das Gesellschaftsleben der damaligen Zeit und die Kaffeehaustradition. Dieser Ausdruck wurde – nach dem Untergang der Monarchie – von Robert Musil in seinem Roman Der Mann ohne Eigenschaften geprägt. Er findet sich im Österreichischen Wörterbuch mit dem Vermerk „scherzh.“ und im Duden.
In den 1970er Jahren wurde in Anlehnung an die früheren Beziehungen „K.u.K.“ auch als Abkürzung für Kreisky und Kádár übernommen, unter denen sich die politische Situation etwas entspannte.

## Die Bezeichnungen in den anderen Sprachen der Monarchie
| deutsch  | tschechisch                     | ungarisch                         | polnisch                       | slowenisch                         | kroatisch                      | rumänisch                                               |
| -------- | ------------------------------- | --------------------------------- | ------------------------------ | ---------------------------------- | ------------------------------ | ------------------------------------------------------- |
| k. u. k. | c. a k. – císařský a královský  | cs. és kir. – császári és királyi | C. i K. – Cesarski i Królewski | c. in kr. – cesarski in kraljevski | c. i kr. – carski i kraljevski | i. s. c. – chezăresc și crăiesc / împărătesc și crăiesc |
| k. k.    | c.k. – císařsko-královský       | cs. kir. – császári-királyi       | C. K. – cesarsko-królewski     | c. kr. – cesarsko-kraljevski       | c. kr. – carsko kraljevsko     | c. c. – cezaro-crăiesc / chezaro-crăiesc                |
| k. u.    | král. uher. – královský uherský | m. kir. – magyar királyi          | królewski węgierski            |                                    | kr. ug. – kraljevsko ugarsko   |                                                         |